# Birgitta Svanberg
Anna Birgitta Schoerbin Svanberg, under en tid Billingberg, ogift Barthelson, född 30 december 1930 i Linköping, Östergötlands län, död 4 januari 2013 i Bromma, Stockholm, var en svensk litteraturvetare och svensklärare. Svanberg var pionjär inom forskningen om kvinnliga författare och en av grundarna av den feministiska organisationen Grupp 8.

## Biografi
Birgitta Svanberg var dotter till ryttmästaren Gösta Barthelson och Lilly Petzén. Hon växte upp i Skövde och studerade senare till gymnasielärare i Stockholm. På slutet av 1960-talet sökte hon sig till Uppsala där litteraturdocenten Karin Westman Berg 1967 startade  det litteratursociologiska seminariet "Könsrollsdebatten i skönlitteratur", senare kallat Könsrollsseminariet. Tillsammans med några av seminariets deltagare bildade Svanberg det feministiska nätverket Grupp 8 i maj 1968.  
Birgitta Svanberg disputerade 1989 med en avhandling om Agnes von Krusenstjernas författarskap och publicerade en rad  artiklar om kvinnliga författare. Svanberg var även gymnasielärare, bland annat på Åsö Gymnasium i Stockholm. Hon förenade sina erfarenheter som lärare och kunskaper som litteraturforskare i boken Manligt och kvinnligt i litteraturen, en bok för gymnasieskolan som hon skrev tillsammans med Ulla Torpe.
Svanberg var en pionjär inom forskningen om kvinnliga författare. Hennes avhandling om Agnes von Krusenstjerna var en av de första feministiska avhandlingarna i litteratur. Hon var en betydande skribent och medarbetare i olika verk om kvinnliga författare. Hon ingick i redaktionen för uppslagsverket Nordisk kvinnolitteraturhistoria som gavs ut 1993–1998, och som sedan 2012 även finns i en nätversion. Tillsammans med Ebba Witt-Brattström sammanställde hon även en antologi i tre delar om kvinnliga författare från forntiden fram till millennieskiftet 2000.
Birgitta Svanberg var 1953–1959 gift med psykologen Olof Billingberg (1929–1990). År 1965 gifte hon sig med konstvetaren Jan Svanberg (1935–2024). Hon hade en dotter, född 1969. Birgitta Svanberg är begravd på Bromma kyrkogård.